# Dasyomma basale
Dasyomma basale är en tvåvingeart som beskrevs av Malloch 1932. Dasyomma basale ingår i släktet Dasyomma och familjen bäckflugor. Inga underarter finns listade i Catalogue of Life.